# Université Kokugakuin
L'université Kokugakuin (國學院大學, Kokugakuin daigaku) est une université privée du Japon située à Tokyo. Elle a été fondée en 1882, et a acquis le statut officiel d'université en 1920.
C'est, avec l'Université Kogakkan (en), la seule université formant à la prêtrise shinto.

## Histoire
En 1882, le gouvernement de Meiji, qui, issu de la révolution du même nom, a instauré un shintoïsme d'État, crée, à Chiyoda dans la capitale du pays, un centre de formation de prêtres shintō. L'établissement prend le nom d'université Kokugakuin en 1919, et, une année plus tard, acquiert officiellement le statut d'université,. En 1923, le centre universitaire quitte les terrains impériaux, et s'installe dans le Sud-Est de Shibuya, un arrondissement spécial de Tokyo. Quelques mois après la fin de la Seconde Guerre mondiale, il se défait de sa tutelle religieuse institutionnelle.

## Organisation
L'université Kokugakuin se décompose en cinq facultés (lettres, droit, économie, développement humain et études shintō) qui rassemblent un total de treize départements, trois établissements d'enseignement supérieur (droit, économie et lettres), et deux centres de recherche.

## Implantations

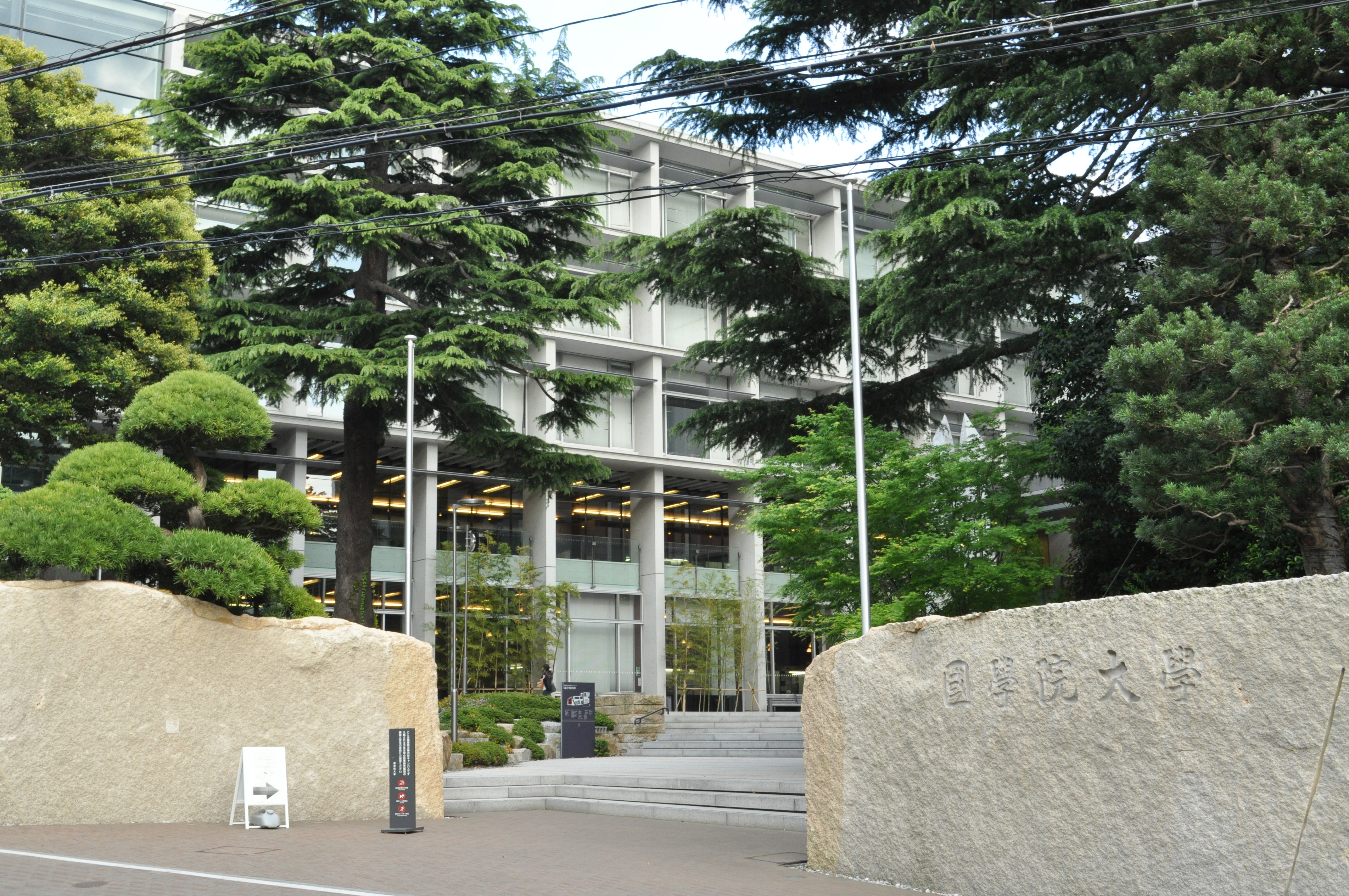
Entrée du campus de Shibuya.

Le campus principal de l'université Kokugakuin est situé dans le Sud-Est de Shibuya. Un second campus se trouve dans le Nord de la ville de Yokohama (arrondissement Aoba).